# Fresnoy-en-Bassigny
Fresnoy-en-Bassigny is een plaats en voormalige gemeente in het departement Haute-Marne in Grand Est. De plaats maakt deel uit van het arrondissement Langres.

## Geschiedenis
Op 1 april 1973 ging Fresnoy-en-Bassigny samen met Parnot op in de gemeente Parnoy-en-Bassigny in een fusion-association. Dit hield in dat Fresnoy-en-Bassigny als commune associée nog enige mate van zelfstandigheid behield.

## Bezienswaardigheid
In Fresnoy-en-Bassigny bevinden zicht de ruïnes van de cisterciënzersabdij van Morimond.